# 江釣子城
江釣子城（えずりこじょう）は、岩手県北上市にあった日本の城。

## 概要
この付近には、東に本宿、西に宿という地名があり、宿には民部館と称する館跡があった。遺構は総て消失しており、現況は江釣子小学校付近。

## 歴史
築城年代は不明。和賀川北岸の台地を中心とする大郷で、南北交通の要地であった。中世の宿駅のあと元宿もあり、そこに江釣子城もあった。
江釣子氏は、慶長5年（1600年）の岩崎一揆の発頭人の1人であり、和賀氏麾下諸氏中、屈指の重臣であり、もと高階氏とも高橋氏とも称したが、中世の事蹟は判明していない。
天正20年（1592年）の『諸城破却令』には「江釣子 平城 破 信直抱 代官 河村与三郎」とあり破却された。

## 参考資料
- 『岩手県史 第3巻 中世篇 下』岩手県、1961年10月20日。
- 「角川日本地名大辞典」編纂委員会『角川日本地名大辞典 3 岩手県』角川書店、1985年3月8日。ISBN 4-040-01030-2。
- （有）平凡社地方資料センター『日本歴史地名大系 第3巻 岩手県の地名』平凡社、1990年7月13日。ISBN 4-582-91022-X。
- 児玉幸多、坪井清足『日本城郭大系 第2巻 青森・岩手・秋田』新人物往来社、1980年7月15日。